# ایان تیلور (بازیکن فوتبال)
ایان تیلور (انگلیسی: Ian Taylor؛ زادهٔ ۴ ژوئن ۱۹۶۸) یک بازیکن فوتبال اهل بریتانیا است.